# Lucien Hervé

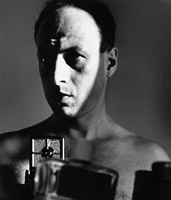
Lucien Hervé, Selbstporträt aus dem Jahr 1938

Lucien Hervé (* 7. August 1910 in Hódmezővásárhely, Ungarn; † 26. Juni 2007 in Paris, Frankreich), gebürtig László Elkán, war ein französischer Fotograf ungarischer Herkunft.

## Leben und Wirken

### Herkunft und Ausbildung
Lucien Hervé wurde als Sohn von Lajos Elkán, einem Ledergroßhändler und Mitglied des Stadtrats, sowie Nelly Ritscher geboren. 1918 zog die Familie nach Budapest. Am 3. März 1920 starb sein Vater. In diesem Jahr erhielt Hervé erste Klavierstunden. 1928 machte er sein Abitur und zog nach Wien, wo er sich als Student der Wirtschaftswissenschaften an der Universität einschrieb. Daneben besuchte er Zeichenkurse an der Kunsthochschule. Im Sommer 1929 fuhr er zu seinem Bruder nach Paris, wo er intensiv die Museen besuchte. Gegen Ende des Jahres 1929 kehrte er nach Budapest zurück, zog aber bereits im Februar 1930 nach Paris, wo er mit Lucienne Savin zusammenlebte und bei einer Bank angestellt war. Nachdem er auf die schwarze Liste gesetzt worden war, fand er keine Arbeit mehr. Er war in der französisch-ungarischen Gewerkschaft tätig, studierte Wirtschaftswissenschaften und besuchte die Universität für Arbeiter.

### Tätigkeiten
1932 arbeitete Hervé zunächst als Vertreter für Modedesign, später war er selbst als Modedesigner für Modehäuser wie Patou, Rochas, Lelong, Paquin, Worth, Schiaparelli, Molineux, Lanvin und Chanel tätig. 1934 wurde er Mitglied der französischen Volleyball-Nationalmannschaft. Er wurde Mitglied der Kommunistischen Partei Frankreichs (PCF) und lebte mit Fernande Lacroix zusammen, einer Verkäuferin bei Patou. 1935 nahm Hervé aktiv an den Streiks in der Modebranche teil. Er wurde ständiger Gewerkschaftsvertreter der CGT und später zum Generalsekretär des Gewerkschaftsbundes des VIII. Pariser Arrondissements ernannt. Nun lebte er mit Mado Ferrand zusammen, einer Vorarbeiterin in einem Modeatelier. Er übernahm zu diesem Zeitpunkt auch illegale Arbeit unter dem Namen Elec. 1937 erhielt er aufgrund der Vermittlung des sozialistischen Marineministers Blanchot die französische Staatsbürgerschaft. Im März 1938 wurde er aus der kommunistischen Partei ausgeschlossen. Im Juli 1938 begann die Zusammenarbeit mit dem ungarischen Fotografen Nicolas Müller als Textredakteur für dessen Fotoreportagen im Auftrag von Marianne Magazine. Im September 1938 musste Müller infolge des Münchener Abkommens Frankreich verlassen. Nach Müllers Abreise 1939 wurde er selbst Fotoreporter für Marianne Magazine und firmierte aus Schicklichkeitsgründen unter dem Namen Müller.

### Zweiter Weltkrieg
1939 wurde Hervé eingezogen und dem 5. Infanterieregiment zugeteilt, wo er als Armeefotograf tätig war und dem Befehl von Oberst de Lattre de Tassigny unterstand. Im selben Jahr heiratete er Mado Ferrand. Am 4. Juni 1940 wurde er am Strand von Dünkirchen von den Deutschen gefangen genommen und als Kriegsgefangener in Hohenstein (Ostpreußen) interniert. Während seiner Gefangenschaft machte er erste Malversuche. Er wurde zum Sprecher der Widerstandsgruppe im Gefangenenlager. Am 2. Februar 1941 wurde er wegen seiner aktiven Beteiligung am Widerstand innerhalb des Lagers durch die Gestapo festgenommen. Im September gelang ihm die Flucht und er stieß in Grenoble zur Untergrundarmee. Dort war er für den Nachschub der Lager in den höheren Bergregionen verantwortlich. Ab Ende 1941 gehörte er zu den Maquis, den Widerstandskämpfern von Vercors. Als Mitglied der Résistance nahm er den Namen Lucien Hervé an. Er malte und nahm an den Ausstellungen des Pariser Salon d’Automne teil. 1943 erfolgte seine Wiederaufnahme in die Kommunistische Partei, die im Untergrund agierte. Im Dezember 1943 wurde er nach Paris beordert, um die Untergrundaktivitäten der Mouvement national des prisonniers de guerre et déportés (MNPGD; Nationale Bewegung der Kriegsgefangenen und Deportierten) zu leiten. Im Jahr 1945 arbeitete er im Führungsstab der MNPGD mit, so wie auch der spätere Staatspräsident François Mitterrand. Er begegnete Deng Xiaoping während des Gründungskongresses des Weltgewerkschaftsbundes, von dem er ein Porträt zeichnete. Er wurde zum stellvertretenden Präsidenten des französischen Roten Kreuzes sowie zum Generalsekretär des Verbandes der sowjetischen Kriegsgefangenen und Deportierten in Frankreich ernannt. Nach nur sechs Jahren Ehe trennte er sich von seiner Frau Mado Ferrand.

### Erfolge als Fotograf
Im Februar 1946 schickte ihn Georges Bidault in konsularischer Mission nach Budapest, wo er sich drei Monate aufhielt. Im Januar 1947 wurde er erneut aus der Kommunistischen Partei ausgeschlossen. Er begegnete Judith Molnar. Er entwarf zu dieser Zeit gelegentlich Kinoplakate. Er fing wieder mit dem Fotografieren an, wurde von France Illustration als Bildredakteur engagiert und war für die Bebilderung der Rubrik „Arts“ verantwortlich. Parallel zur Fotografie verfasste er Artikel zum Thema Kunst. Er arbeitete für Point de vue, Regards und Lilliput. 1949 lernte er Pater Marie-Alain Couturier kennen, den editor-in-chief des kirchlichen Kunstmagazin L’Art Sacré, der ihn Henri Matisse vorstellte. Auf Pater Couturiers Anraten hin begab er sich im Dezember nach Marseille und fotografierte die Unité d’Habitation von Le Corbusier. Er ließ dem Architekten die 650 an einem einzigen Tag entstandenen Aufnahmen zukommen, woraufhin dieser ihn bat, sein Hausfotograf zu werden. 1950 begann er intensiv für Le Corbusier zu fotografieren. Am 3. November 1950 heiratete er seine zweite Frau Judith Molnar. Bis 1955 fotografierte er regelmäßig für Le Corbusier, daneben auch für zahlreiche international renommierte Architekten wie Alvar Aalto, Marcel Breuer, Kenzō Tange, Richard Neutra, Oscar Niemeyer, Aulis Blomstedt sowie für französische Architekten wie Bernard Zehrfuss, Jean Balladur, Georges Candilis, Georges-Henri Pingusson, Michel Ecochard, Jean Prouvé und viele andere. 1955 begleitete er Le Corbusier nach Chandigarh und fotografierte auch Ahmedabad. Er bekam den Auftrag, das von Marcel Breuer, Pier Luigi Nervi und Bernard Zehrfuss entworfene Pariser UNESCO-Gebäude zu fotografieren. Er dokumentierte die Bauarbeiten drei Jahre lang, bis zur Fertigstellung des Gebäudekomplexes. Am 2. Mai 1957 wurde sein Sohn Daniel Rodolf Hervé geboren. 1959 fotografierte er die Anlage des Escorial sowie mediterrane volkstümliche Architektur in Spanien für zwei Werke, die nie realisiert wurden. Dank verschiedener Arbeitsverträge mit dem französischen Elektrizitätsverband, dem Bund der Eisen- und Stahlindustrie, der Zeitschrift Architecture d’aujourd’hui und dem Verlagshaus Gallimard konnte er 1961 seine Rückreise zu einer Weltreise ausdehnen und Länder wie Japan, Kambodscha, Sri Lanka, Türkei, Griechenland, USA (Kalifornien), Mexiko, Peru und Brasilien besuchen. 1962 fotografierte er im Auftrag des Letters des französischen Instituts für Archäologie im Mittleren Orient Ausgrabungsstätten in Syrien, im Libanon und im Iran.
1965 zeigten sich bei ihm erste Anzeichen von multipter Sklerose. In den Jahren 1966 bis 1970 wurde Hervé durch die fortgeschrittene Multiple Sklerose behindert. Er konzentrierte sich auf die Organisation von Ausstellungen und das Herausgeben seiner Bücher. Es entstanden zahlreiche Collagen, bei denen er zumeist Fotografien verarbeitete. Er begann wieder zu fotografieren und setzte seine Nachforschungen zur Abstraktion fort, die er Ende der vierziger Jahre begonnen hatte. 1970 reiste er nach Belgien, wo er zusammen mit Pierre Puttemans Fotografien für ein Buch über moderne Architektur in Belgien realisierte. Oft wurde er bei Reisen von seinem Sohn begleitet, der ihm helfend zur Seite stand. Seit 1970 war er Mitglied zahlreicher Jurys, die für die Erteilung der Diplome an Architekturstudenten zuständig waren (École Nationale des Beaux-Arts, École Camondo, Paris). 1974 bis 1984 erlitt Hervé einen weiteren Schub seiner Krankheit. Dank seiner reisenden Ausstellungen blieb er in der Kunstszene präsent.

### Letzte Jahre
1985 erhielt Hervé die Auszeichnung mit der Medaille der Stadt Arles dafür, dass er als einer der ersten seine Fotos dem Musée Réattu als Schenkung überlassen hatte. 1988 erfolgte seine Sonderauszeichnung durch die Jury des Mois de la Photo in Paris. 1990 wurde er zum Ritter der Ehrenlegion für seine Aktivität im französischen Widerstand ernannt, 1991 außerdem zum Ehrenmitglied der Vereinigung Ungarischer Photographen gewählt. 1993 erhielt er die Médaille des Arts Plastiques der Architekturakademie der Stadt Paris. 1994 erfolgte die Ernennung zum Ritter des Arts et des Lettres. 1997 bis 1998 reiste Hervé mehrmals nach Österreich, um mit dem ungarischen Architekt Attila Batár an Fotos über die Stadtplanung des Viertels Mölkersteig in Wien zu arbeiten. Im Jahr 2000 wurde er mit der Auszeichnung Grand Prix de Photographie de la Ville de Paris geehrt. Am 13. Oktober 2000 verlor er seinen Sohn Daniel Rodolf Hervé, seines Zeichens Fotograf und Videokünstler.
2001 wurde er in Ungarn zum Mitglied der Széchenyi Akademie für Bildende Künste gewählt. Die Vereinigung Ungarischer Photographen zeichnete ihn mit einem Preis für sein Lebenswerk aus. Er wurde auch mit dem Offiziersgrad des französischen Ordre des Arts et des Lettres ausgezeichnet. Das Buch Lucien Hervé. L’homme construit. von Lucien Hervé und Olivier Beer 2003 wurde mit dem Sonderpreis der Frankfurter Buchmesse prämiert. 2004 stiftete er einen Fotografie-Preis (Prix Lucien Hervé et Rodolf Hervé) für junge Fotografen.
Am 26. Juni 2007 starb Hervé im Alter von 97 Jahren in Paris. Er ruht dort auf dem Montparnasse-Friedhof.

## Auszeichnungen und Ehrungen
- 1985 Auszeichnung mit der Medaille der Stadt Arles
- 1990 Ritter der Ehrenlegion für seine Aktivität im französischen Widerstand
- 1991 Ehrenmitglied der Vereinigung Ungarischer Photographen
- 1994 Ritter des Arts et des Lettres
- 2001 Mitglied der Széchenyi Akademie für Bildende Künste
- 2001 Auszeichnung der Vereinigung Ungarischer Photographen mit einem Preis für sein Lebenswerk
- 2001 Offiziersgrad des französischen Ordre des Arts et des Lettres
- 2003 Sonderpreis der Frankfurter Buchmesse für sein Buch Lucien Hervé. L’homme construit

## Ausgewählte Ausstellungen

### Einzelausstellungen
- 2004 Fotografie di architettura – Le Corbusier, Biennale Internazionale di Fotografia di Brescia, Italien
- 2005 Lucien Hervé, L’œil de l’architecte, CIVA, Brüssel
- 2007 Construction – Composition / Le Corbusier – Lucien Hervé, Fondation Le Corbusier, Paris
- 2007 Le Corbusier – Lucien Hervé, Galerie Taisei, Tokyo
- 2007 Rétrospective Lucien Hervé, Galerie Caméra Obscura, Paris
- 2007 In memoriam Lucien Hervé, Galerie du Jour agnès b., Paris
- 2008 Lucien Hervé, Photographies, Chapelle Bacchus, Besançon
- 2008 Le Corbusier e Lucien Hervé Construção/Composição, Museu Colecção Berardo Arte Moderna e Contemporãnea, Lissabon
- 2008 Párizsi fotográfiák és művészportrék, Magyar Fotográfusok Háza – Mai Manó Ház, Budapest
- 2008 Lucien Hervé – The Soul of an Architect, Michael Hoppen Photography, London
- 2009 Architettura in immagini. Lucien Hervé fotografa Le Corbusier, Palazzo Te, Mantua
- 2010 Lucien Hervé, Galerie du Jour agnès b., Paris
- 2010 Lucien Hervé, sculpteur d’images, Keitelman Galerie, Brüssel
- 2010 Lucien Hervé 100, Szépművészeti Múzeum (Museum der Bildenden Künste), Budapest
- 2010 Elkán László hazatér. Lucien Hervé 100, Emlékpont Múzeum, Hódmezővásárhely (Ungarn)
- 2011 Vivants, Maison de la Photographie Robert Doisneau, Gentilly
- 2012 « Contacts » – Lucien Hervé, Galerie Camera Obscura, Paris

### Kollektive Ausstellungen
- 2006 Isabelle Huppert. La femme aux portraits, Couvent des Cordeliers, Paris
- 2006 L’Inde dans tous les sens, Espace Louis Vuitton, Paris
- 2007 White & Black, Vasarely Múzeum, Budapest
- 2008 Paris Photo, Carrousel du Louvre, Galerie du Jour agnès b. és Galerie Caméra Obscura, Paris
- 2009 Retratos de Cidades : Le Havre – Brasília – Niterói, Museu de Arte Contemporânea de Niterói
- 2010 Architecture and Photography, ArteF Fine Art Photography Gallery, Zürich
- 2010 Le Havre. Images sur commandes, Musée d’art moderne André Malraux, Le Havre
- 2011 Made in Hungary, Michael Hoppen Gallery, London
- 2011  Eyes on Paris, Deichtorhallen, Hamburg

## Bibliographie (Auswahl)

### Bücher und Alben
- La Plus Grande Aventure du monde. L‘architecture mystique de Cîteaux, mit Francois Cali, Arthaud, Paris 1956
- Architecture of Truth(Architektur der Wahrheit), Thames & Hudson, London, 1956; George Braziller, New York, 1956. Neue Ausgabe: Architecture de Vérité / Architecture of Truth, Païdon, Paris-London, 2000
- Le Siège de l‘Unesco à Paris, Freal & Cie, Paris, 1958; 2. Ausgabe, Gerd Hatje, Stuttgart, 1958
- Építészet és Fénykép (Architektur und Fotografie) Akadémia Kiadó, Budapest, 1968
- Le Beau court la rue, Gérim, Paris, 1970
- Le Corbusier, l‘artiste et l’écrivain, Griffon, « Arts plastiques du XXème siècle » Neuchâtel, Suisse, 1970
- Az Építészet nyelve (Sprache der Architektur), Corvina, Budapest, 1983
- Lucien Hervé, Text und Interviews von Attila Batár, Hét Torony Kiadó, Budapest, 1992
- Intimité et Immensité, zusammen mit Bernard Noël, Téménos, Paris, 1994
- Die Geschicht Als Architekt, Der Mölker Steig, Text: Attila Batár, Mölker Verlag, Wien, Budapest, 1995
- Lucien Hervé : L’homme construit, Text : Olivier Beer, Seuil, Paris, 2001
- Amis inconnus, Text : Noel Bourcier und Pierre Borhan, Filigranes Éditions, 2002
- The Eiffel Tower, Einführung von Barry Bergdoll, Princeton Architectural Press, New York, 2003
- Le Corbusier / Lucien Hervé. Contacts, Texte von Béatrice Andrieux, Quentin Bajac, Michel Richard, Jacques Sbriglio, Éd Seuil, Paris, 2011 (Le Corbusier & Lucien Hervé. The Architect and the photographer. A dialogue. Thames & Hudson, London, 2011; Le Corbusier & Lucien Herve: A Dialogue Between Architect and Photographer, The Getty Institute, Los Angeles, 2011; Le Corbusier / Lucien Hervé: Kontakte, Schirmer / Mosel Verlag, 2011)
- Lucien Hervé, Interviews von Hans Ulrich Olbrist, Manuella Editions, Paris, 2011

### Portfolios
- Lucien Hervé, Text:Michel Ragon, Éditions du Moniteur, Paris, 1998
- Le Corbusier (10 Expl.), Phot’œil, 1989
- Les Constructeurs (30 Expl.), Forum des Arts, 1999, mit einem Gedicht von Olivier Beer
- Paris (30 Expl.), Forum des Arts, 1999, mit einem Gedicht von Olivier Beer
- Enfance (30 Expl.), Forum des Arts, 1999, mit einem Gedicht von Olivier Beer
- Le Corbusier (30 Expl.), Forum des Arts, 1999, Einführung von Lucien Hervé, mit einem Gedicht von Olivier Beer
- Jean Prouvé (30 Expl.), 1999, réalisé pour la Galerie 54, Einführung von Lucien Hervé, mit einem Gedicht von Olivier Beer

### Ausstellungskataloge
- 1966   Langage de l’architecture, « Lucien Hervé par lui-même », musée de l’Art contemporain, Skopje
- 1985   Lucien Hervé, Text : Jean Dieuzaide : « Lucien Hervé : voir ce que nous ne voyons pas », galerie municipale du Château d’Eau, Toulouse
- 1988   Mois de la photo 1988, Paris Audiovisuel : « Rétrospective Lucien Hervé. Architecture de l’image, image de l’architecture », Gilles Neret, p. 174.
- 1988   Mint minder ember... (Wie alle Menschen) [Ausstellung « Lucien Hervé, photographe »], Text : Lucien Hervé, György Somlyó, Budapest
- 1991   FNAC et sa collection 1968 à 1991, Text : Jean Dieuzaide, galerie municipale du Château d’Eau, Toulouse
- 1992   De essentie van het fragment (Das Wesen des Fragments), Text : Tjeerd Bousma, Margit Tamás, Institut für Architektur, Rotterdam
- 1992   Tirages de l’époque : 1938–1962, galerie Taisei, Tokyo (collective)
- 1992   Première Photo, éditions de la galerie du Jour Agnès b., Paris (collective)
- 1994   La Jeune Fille dans la ville. La Ville et la Modernité, éditions de la galerie du Jour Agnès b., Paris (collective)
- 1994   Mois de la photo 1994, Paris Audiovisuel : Lucien Hervé. Capitales d’empire, Persépolis, Fatehpur Sikri, p. 110–113.
- 1996 Photos leurres, éditions de la galerie du Jour Agnès b., Paris (collective)
- 1996   Mois de la photo 1996, Paris -Audiovisuel : Photo leurres, p. 180–181.
- 1996  L’arquitectura de Le Corbusier, Fondation Caixa Castello, Barcelona
- 1997   Architecture de Le Corbusier, Text : Lucien Weygand, Jacques Sbriglio, Hôtel du département, Conseil général des Bouches-du-Rhône
- 1998 The Soul of an Architect, texte de Zaha Hadid, Michael Hoppen Photography, London (20 mars-2 mai)
- 1999 Vive les modernités !, XXXe Rencontres internationales de la photographie d’Arles, Actes Sud : « Lucien Hervé. Architecture de l’ombre. Le beau court la rue », Didier Brousse.
- 2002  Lucien Hervé, Szent István Király Múzeum, Székesfehérvár
- 2003  Lucien Hervé – Anna Mark, Hôtel des Arts, Conseil général du Var, Toulon
- 2005  Lucien Hervé, L’œil de l’architecte, textes de Barry Bergdoll, de Véronique Boone et de Pierre Puttemans, CIVA, Bruxelles
- 2007  Brasília Chandigarh | Le Havre - Portraits de villes, Somogy Editions d’Art – Musée Malraux, Le Havre
- 2007 Lucien Hervé, Erdész & Makláry Fine Arts, Budapest
- 2007 Lucien Hervé, text by Imola Gebauer, Erdész & Makláry Fine Arts, Budapest
- 2009 Architettura in immagini. Lucien Hervé fotografa Le Corbusier., Palazzo Te 1525, Skira
- 2010 Lucien Hervé 100 text: Imola Gebauer. Szépművészeti Múzeum, Budapest

### Artikel
- Histoire d’une robe... et de 91 paires de mains. In: Marianne Magazine, Nr. 12, Juni 1939, Seiten 42–46.
- Cité d’artistes. In: France Illustration, Nr. 213, November 1949.
- Paris vu des toits et des clochers. In: France Illustration, Nr. 324, Dezember 1951.
- Le siège de l’Unesco à Paris. In: L’Architecture d’aujourd’hui, Nr. 58, Januar 1955, Seiten 26–31.
- L’unité d’habitation à Nantes-Rézé. In: L’Architecture d’aujourd’hui, Nr. 66, Juli 1956, Seiten 2–11.
- Le siège de l’Unesco à Paris. In: Aujourd’hui, Nr. 8, Juni 1956, Seiten 58–63.
- À propos de la photographie d’architecture. In: Aujourd’hui, Nr. 9, Juli 1956, Seiten 28–31.
- Observatoire de Jaipur. In: Aujourd’hui, Nr. 9, Juli 1956, Seiten 34–37.
- La maison de Pierre Jeanneret à Chandigarh. In: Aujourd’hui, Nr. 9, Juli 1956, Seiten 62–67.
- Inde et Chandigarh. In: L’Architecture d’aujourd’hui, Nr. 67–68, August/September 1956, Seiten 172–197.
- Japon : parallèles et divergences. In: L’Architecture d’aujourd’hui, Nr. 98, Oktober/November 1961, Seiten 6–20.
- Centre culturel, Tokyo. In: L’Architecture d’aujourd’hui, Nr. 98, Oktober/November 1961, Seiten 28–33.
- Chandigarh, capitale du Pakistan. In: L’Architecture d’aujourd’hui, Nr. 101, April/Mai 1962, Seiten 4–21.
- Visite à Brasilia. In: L’Architecture d’aujourd’hui, Nr. 101, April/Mai 1962, Seiten 22–37.
- Mon fantastique... enfin défini. In: L’Architecture d’aujourd’hui, Nr. 102, Juni/Juli 1962, Seiten 106–111.
- Villes mortes de la Syrie du Nord. In: Jardin des arts, Nr. 107, Oktober 1963, Seiten 32–43.
- Brigitte Ollier: Dernière épreuve. In Libération, 28. Juni 2007.
- Claire Guillot:  Lucien Hervé, photographe. In: Le Monde, 10. Juli 2007.

## Dokumentarfilme
- Anne Ikhlef, Concerto en noir et blanc, 2007 (französisch)
- Gerrit Messiaen, Lucien Hervé (französisch)
- Illés Sarkantyu, Lucien Hervé, 2010 (französisch)